# اونییوف
اونییوف (به لاتین: Uniejów) یک شهرک در لهستان است که در شهرستان پودمبیتسه واقع شده‌است.

## خصوصیات
اونییوف ۱۲٫۳۳ کیلومترمربع مساحت و ۲٬۹۱۶ نفر جمعیت دارد.

## خواهرخوانده
شهر Mórahalom خواهرخواندهٔ اونییوف هست.